# Michael Diener

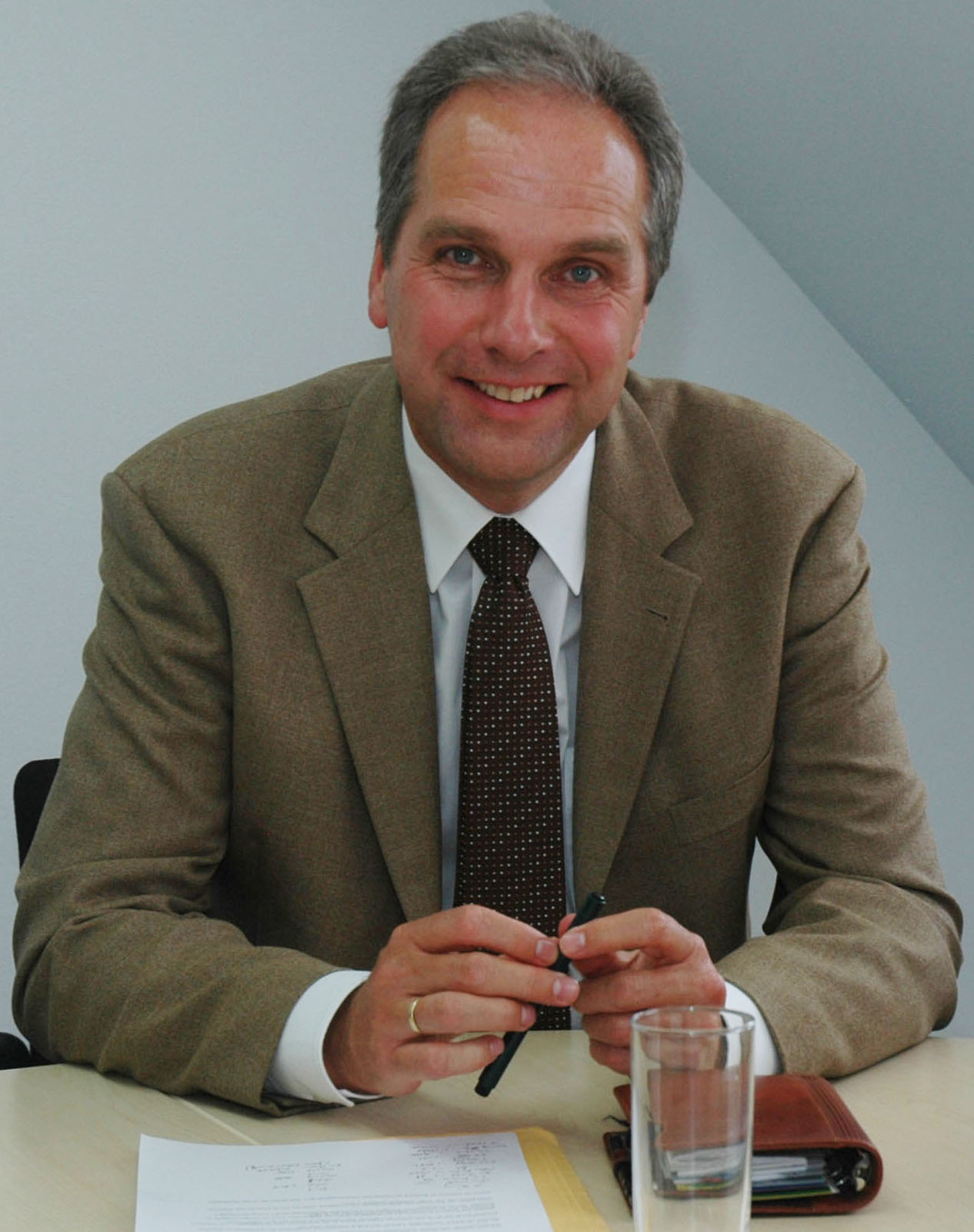
Michael Diener

Michael Diener (* 5. August 1962 in Pirmasens) ist ein deutscher evangelischer Theologe, Dekan und Buchautor. Von 2009 bis 2021 war er Präses des Evangelischen Gnadauer Gemeinschaftsverbandes. Diener gehört er dem Rat der Evangelischen Kirche in Deutschland (EKD) an.

## Leben und Wirken
Michael Diener wuchs als jüngerer Zwillingssohn von Adolf und Beate Diener in Pirmasens auf. Dort war er Mitglied der Evangelischen Stadtmission. Sein Studium der Evangelischen Theologie absolvierte Diener von 1982 bis 1989 am Geistlichen Rüstzentrum Krelingen (Walsrode), in Heidelberg, Erlangen und Tübingen. Von 1990 bis 1993 arbeitete er in Heidelberg an einer Dissertation über den ehemaligen Gnadauer-Präses Walter Michaelis.
Nach seinem Vikariat von 1992 bis 1994 in Altenkirchen und bei der Erwachsenenbildung der Evangelischen Kirche der Pfalz war er von 1996 bis 2005 Pfarrer der Johanneskirche in Pirmasens. Von 2005 bis 2009 war Diener Dekan des Kirchenbezirkes Pirmasens und Pfarrer der Lutherkirchengemeinde. Vom Herbst 2009 bis zum 31. August 2020 war er der Präses des Evangelischen Gnadauer Gemeinschaftsverbandes. Im September 2011 wurde er als Nachfolger von Jürgen Werth zum ehrenamtlichen Vorsitzenden der Deutschen Evangelischen Allianz ab Januar 2012 gewählt. Diener war damit seit der Wiedervereinigung der Deutschen Evangelischen Allianz 1991 deren jüngster Vorsitzender.
Am 9. März 2016 gab die Deutsche Evangelische Allianz bekannt, dass Diener das Ehrenamt als Vorsitzender der Deutschen Evangelischen Allianz aus gesundheitlichen Gründen zum Jahresende abgeben werde. Diese Entscheidung war schon im Oktober 2015 gefallen, als er den Geschäftsführenden Vorstand davon unterrichtet hat, dass er, im Falle einer Wahl in den Rat der EKD, Ende 2016 von seinem Amt als Vorsitzender der Deutschen Evangelischen Allianz, entsprechend einer Vorgabe seines Arbeitgebers, zurücktreten würde. Diese Entscheidung hatten der Vorstand und er in ihrer Klausurtagung am 7. und 8. Dezember 2015 in Berlin einvernehmlich bekräftigt. Im Dezember 2016 wurde Ekkehart Vetter zu seinem Nachfolger im Amt des Ersten Vorsitzenden gewählt.
Diener, der bereits seit 2009 Präses des Gnadauer Gemeinschaftsverbandes war, Im September 2019 teilte Diener dem Vorstand des Gnadauer Verbandes mit, von September 2020 an ein unbezahltes Sabbatjahr antreten zu wollen. Indes zeigte er sich entschlossen, nach Ablauf seiner zweiten Amtszeit 2021 erneut zu kandidieren. Anfang Januar 2020 jedoch erklärte Diener jedoch, dass er Ende August 2020 aus der aktiven Tätigkeit als Präses ausscheiden und in sein Sabbatical gehen wolle, ohne danach für eine Wiederwahl anzutreten. Hauptgründe für den Rückzug waren Kritik und Widerstand von Teilverbänden und einer Missionsgesellschaft, die seine inzwischen veränderten theologischen und ethischen Positionen (s. u.) nicht mittragen wollten. Seine Amtszeit lief formell aber noch bis August 2021.
Am 21. Mai 2021 wählte ihn die Bezirkssynode Germersheim mit 60 von 67 Stimmen zum Dekan des Kirchenbezirks.

## Positionen

### Befürwortung der gleichgeschlechtlichen Ehe 2015
Nach eigenem Bekunden änderte Diener ab 2011 seine ursprünglich ablehnende Haltung gegenüber gleichgeschlechtlichen Partnerschaften und zeigte sich in der Folge ihnen gegenüber aufgeschlossen. In einem Gespräch mit der Zeitung Die Welt Mitte Dezember 2015 sprach sich Diener dafür aus, die Auseinandersetzungen mit der EKD um gleichgeschlechtliche Ehe und Mission zu beenden und z. B. auch praktizierende Homosexuelle als Pfarrer zuzulassen. In diesem Zusammenhang forderte er die evangelikalen Christen zur Selbstkritik auf und sagte: „Ich bin aus tiefster Überzeugung plural.“ Die Welt veröffentlichte den Artikel unter dem Titel: „Chef der Evangelikalen will Homo-Verdammung stoppen“.
Daraufhin machte der Evangelist, Pro-Christ-Redner und ehemalige CVJM-Generalsekretär Ulrich Parzany gegen die Positionen Dieners mobil und regte die Gründung des Netzwerks Bibel und Bekenntnis an. Es handelt sich dabei um einen überkonfessionellen Zusammenschluss evangelischer Christen, die die Autorität der Heiligen Schrift über „kirchlichen Pluralismus und postmoderne Ideologie“ stellen.
Auch Ulrich Rüß, der Vorsitzende der Konferenz Bekennender Gemeinschaften in den Evangelischen Kirchen Deutschlands, übte deutliche Kritik. Diener fordere ausgerechnet von jenen Christen Selbstkritik, „die meinen, die gegenwärtige, dem Zeitgeist verfallene Kirche mache es erforderlich aufzustehen“. Er stellte die Frage, ob Diener damit nicht ausgerechnet jenen in den Rücken falle, „deren Anwalt er in der EKD sein sollte“.
Am 28. Januar 2016 entschuldigte sich Diener. Er bedauerte, dass seine Worte zum Bibelverständnis und zu ethischen Fragen „in der pietistisch-evangelikalen Welt tiefgehende Verwerfungen und Irritationen“ ausgelöst hätten. Gleichzeitig stellten sich jedoch mehr als 40 evangelikale und weitere kirchliche Vertreter hinter Diener und seine ursprünglichen Aussagen. Sie verfassten ein Schreiben und riefen darin die Vorstände der evangelikalen Verbände auf, „sich mit aller Kraft hinter Michael Diener zu stellen“. Zu den Unterzeichnern des Aufrufs gehörten auch der Greifswalder Bischof Hans-Jürgen Abromeit, der Theologieprofessor Michael Herbst und Hans-Hermann Pompe (Leiter des EKD-Zentrums für Mission in der Region).

### Kritik am Fundamentalismus
In seinem Buch Raus aus der Sackgasse! (2021) wendet sich Diener gegen eine fundamentalistisch-biblizistische Lesart der Bibel. Volker Gäckle vermisst jedoch eine präzisierende Erläuterung Dieners, was oder wen er damit konkret meint.

## Ehrenämter
- Mitglied des Rates der Evangelischen Kirche in Deutschland seit November 2015[22], wiedergewählt 2021[23]
- berufenes Mitglied der 12. Synode der Evangelischen Kirche in Deutschland[24]
- Mitglied im Vorstand der Großevangelisationsveranstaltung ProChrist.[25]
- Mitglied des geschäftsführenden Vorstandes von Willow Creek Deutschland[24]
- Mitglied des Vertrauensrates der Arbeitsgemeinschaft Missionarische Dienste[24]
- Mitglied des Leitungskreises der Koalition für Evangelisation[24]
- Mitglied des Stiftungsrates der Stiftung Christliche Medien[24]
- Mitglied der Mitgliederversammlung des Christlichen Medienverbundes KEP[24]
- Mitglied der Mitgliederversammlung von ERF Medien (Deutschland)[24]
- Mitglied der Historischen Kommission zur Erforschung des Pietismus[24]
- Mitglied des Aufsichtsrates im Gemeinschaftswerk der Evangelischen Publizistik seit 2018[26]

## Werke
- Kurshalten in stürmischer Zeit. Brunnen-Verlag, Gießen 1998. ISBN 3-7655-9422-9 (Dissertation).
- mit Theo Schneider und Christoph Morgner (Hrsg.): Grundbegriffe des Glaubens. Brunnen Verlag, Gießen 2011, ISBN 978-3-7655-1475-3.
- mit Thomas Günzel und Hartmut Steeb (Hrsg.): Freiheit – ich bin so frei! 16 Bibelarbeiten und Impulse zum Galaterbrief. Born Verlag, Kassel 2013, ISBN 978-3-87092-552-9.
- mit Steffen Kern (Hrsg.): Zeit zum Aufstehen: ein Impuls für die Zukunft der Kirche. SCM Hänssler, Holzgerlingen 2014, ISBN 978-3-7751-5606-6.
- Gott ist immer schon da: Nachdenkliches für All-Tage und Fest-Tage. SCM R. Brockhaus, Witten 2014, ISBN 978-3-417-26609-2.
- Ich will euch trösten. SCM R. Brockhaus, Witten 2015, ISBN 978-3-417-26652-8.

als (Mit)Herausgeber
- Leuchtstoff 3. Die anderen Psalmen. Born-Verlag, Kassel 2012, ISBN 978-3-87092-533-8.
- Weise Sprüche statt leere Worte. Born-Verlag, Kassel 2012, ISBN 978-3-87092-536-9.
- Alles wird gut. SCM R. Brockhaus, Witten 2014, ISBN 978-3-417-26628-3.
- Weiter.echter.tiefer: leidenschaftlich glauben. Brunnen Verlag, Gießen 2019, ISBN 978-3-7655-4342-5.

- mit Ulrich Eggers: Mission Zukunft. Zeigen, was wir lieben: Impulse für eine Kirche mit Vision. SCM R. Brockhaus, Witten 2019, ISBN 978-3-417-26873-7.
- mit Frank Spatz: (H)Auszeit – Ein Kurs zum Leben und Glauben für die Generation PLUS. Neukirchener Verlag, Neukirchen-Vluyn 2020, ISBN 978-3-761-56744-9.
- Raus aus der Sackgasse! Wie die pietistische und evangelikale Bewegung neu an Glaubwürdigkeit gewinnt. Adeo Verlag, Asslar 2021, ISBN 978-3-86334-312-5.

## Schriften
- Michaelis, Curt Walter. In: Biographisch-Bibliographisches Kirchenlexikon (BBKL). Band 16, Bautz, Herzberg 1999, ISBN 3-88309-079-4, Sp. 1066–1090 (Artikel/Artikelanfang im Internet-Archive).